# Acianthera morenoi
Acianthera morenoi é  uma pequena espécie de orquídea (Orchidaceae) descrita para a Bolívia. É planta planta de crescimento reptante, da afinidade da Acianthera recurva porém com menos flores, mais abertas e largas, inteiramente recobertas de vistosas pintas púrpura.

## Publicação e sinônimos
- Acianthera morenoi (Luer) Pridgeon & M.W.Chase, Lindleyana 16: 245 (2001).

Sinônimos homotípicos:
- Pleurothallis morenoi  Luer, Selbyana 5: 172 (1979).
- Specklinia morenoi (Luer) Luer, Monogr. Syst. Bot. Missouri Bot. Gard. 95: 262 (2004).